# Ty Lawson
Tywon "Ty" Ronell Lawson  (Clinton, Maryland, 3. studenog 1987.) američki je profesionalni košarkaš. Igra na poziciji razigravača, a trenutačno je član NBA momčadi Denver Nuggetsa. Izabran je u 1. krugu (18. ukupno) NBA drafta 2009. od strane Minnesota Timberwolvesa.

## Sveučilište
Lawson je odlučio igrati za Tar Heelse na sveučilištu Sjeverne Karoline u Chapel Hillu. U svojoj freshan sezoni odigrao je 38 utakmica i bio prvi asistent Tar Heelsa s 5.8 asistencija po utakmici i četvrti strijelac s 10.2 poena po utakmici. Pomogao je momčadi osvojiti naslov ACC konferencije i plasirati se na završni turnir ACC konferencije. Na drugoj godini prosječno je postizao 12.7 poena i 5.3 asistencija, ali je veći dio sezone propustio zbog iščašenja gležnja. Uspio se oporaviti do kraja sezone i ponovo pomogao momčadi do ponovnog osvajanja oba naslova ACC konferencije. Nakon što je 6. lipnja 2008. zaustavljen zbog preglasne muzike, uhićen je zbog vožnje u pijanom stanju. Međutim, nije dobio kaznu zbog toga što je alko test pokazao manju od dozvoljene granica (0.08 %) alkohola u krvi. Zbog toga je priveden u policijsku stanicu, a oduzeta mu je vozačka dozvola jer po zakonu osobe s nenavršenih 21 godinu nesmiju voziti u alkoholiziranom stanju.
Nakon što se prijavio na NBA draft 2008. godine, Lawson je ostankom najboljih igrača Waynea Ellingtona, Dannyja Greena i Tylera Hasnbrougha ipak povukao svoju prijavu i ostao još jednu godinu na sveučilištu.
Na trećoj godini izabran je u All-ACC prvu petorku i imenovan igračem godine ACC konferencije. Time je postao prvim razigravačem nakon bivšeg igrača Tar Heelsa Phila Forda kojem je to uspjelo 1970. godine. Isto je dobio priznanje u All-American drugu petorku. 2009. osvojio je nagradu "Bob Cousy", koja se dodjeljuje najboljem sveučilišnom razigravaču. U finalnoj utakmici NCAA lige 2009. protiv Michigan Statea, Lawson je zabio 21 poen uz rekordnih osam ukradenih lopti i predvodio Tar Heelse do naslova NCAA prvaka.

## NBA
Izabran je kao 18. izbor NBA drafta 2009. od strane Minnesota Timberwolvesa. Međutim, naknadno je mijenjan u Denver Nuggetse.

## Vanjske poveznice
- Profil na ESPN.com
- Profil na NBA Draft.net
- Profil  Arhivirana inačica izvorne stranice od 30. listopada 2013. (Wayback Machine) na DraftExpress.com